# Материнская молитва
«Материнская молитва» (англ. A Mother's Prayer) — кинофильм.

## Сюжет
После смерти мужа Розмари Холмстром прилагает все силы, чтобы вырастить сына. И тут у неё диагностировали СПИД. Сперва Розмари отказывалась этому верить, но потом сосредоточилась на том, что случится с её ребёнком после её смерти.

## В ролях
- Линда Хэмилтон — Розмари Холмстром
- Ноа Флейс — Ти Джей Холмстром
- Брюс Дерн — Джон Уокер
- Кейт Неллиган — Шейла Уокер
- Кори Паркер — Спенс Уокер
- Дженни О`Хара — Вэл
- Аарон Ластиг — доктор Шапиро
- Алекс Кэпп Хорнер — Марта
- Джули Гарфилд — Джоанн Вассерман
- Триш Дулан
- Майкл Кернс — Бадди
- Ру Пол — диакон «Деде»

## Награды и номинации
Премия CableACE Award (1995):
- Лучшая актриса в мини-сериале или телефильме — Линда Хэмилтон (Награда)

Премия Золотой глобус (1996):
- Лучшая женская роль — мини-сериал или телефильм — Линда Хэмилтон (Номинация)

Премия Humanitas Prize (1996):
- Ли Роуз

Премия Молодой актёр (1996):
- Лучший молодой актёр — Ноа Флейс (Номинация)